# Кристиан Диор
Кристиан Диор (на френски: Christian Dior) (21 януари 1905 – 23 октомври 1957) е значим френски моден дизайнер, известен като основателя на една от най-големите модни къщи в света, носеща също така името му – Christian Dior.

## Биография
Кристиан Диор е роден в Гранвил във френския департамент Манш. Той е второто от петте деца на Александър Луи Маурис Диор, богат производител на химически торове. Диор желае да стане архитект, но по настояване на баща си се записва да учи в престижния Институт за политически науки в Париж, за да се подготви за дипломат, но не го завършва. Диор се интересува главно от мода и скици. За да спечели пари, той продава своите модни скици за по 10 сантима всяка. Прекарва много време в музеите, учи музикална композиция и история на живописта. С пари, получени от баща си, през 1928 година отваря малка галерия. Диор продава произведения на изкуството, сред които и такива на Андре Дерен, Анри Матис, Пабло Пикасо.
В резултат на финансови неуспехи, които докарват семейството му до банкрут, Диор е принуден да затвори галерията си. От 1930 до 1940 година той работи за моделиера Робер Пиге, след което постъпва на военна служба. След като напуска армията – през 1941 година, Кристиан Диор започва работа в модната къща на Люсиен Лелонг, където той и Пиер Балмен са главни дизайнери. През 1942 г. създава собствена парфюмерийна лаборатория, която прераства в Christian Dior Perfume. По време на Втората Световна война Диор облича съпругите на френските офицери. На 16 декември 1946 година основава собствена модна къща със съдействието на магната Марсел Бусак, собственик на фабрики за памук.
Истинското име на линията на първата колекция на Кристиан Диор, представена през 1947 г., е Corolle (което идва от corolla – венче, венчелистче). Тогавашният главен редактор на Harper's Bazaar Кармел Сноу прекръства колекцията на New Look. В сравнение с предлаганите по времето на Втората световна война дрехи, тези на Диор изглеждат по-чувствени и пищни. Диор е бил майстор в сътворяването на форми и силуети, а по собствените му думи създавал „жени-цветя“.
Диор работи главно с хасе, бодита тип бюстие, различни уплътнения, подчертаващи бедрата, корсети, подчертаващи тънката талия, и фусти, които правят дрехите му да изглеждат по-плътни и пищни в долната си част. Подгъвите на полите са украсени около коленете или глезените и оформят красив силует. Първоначално жените остро приемат моделите на Диор, защото предлаганите дрехи покриват краката, а това не е било обичайно за периода поради наложените от войната ограничения по отношение на платовете. Количествата материали, използвани за създаването на дрехите на Диор, предизвикват недоволството на мнозина: по време на фотосесия в магазин в Париж моделите са атакувани от продавачки заради прахосничеството на материали. С края на войната и на тежката рецесия недоволството приключва. New Look прави революция, като променя коренно женското облекло и превръща Париж в модна столица. В тези години асистенти на дизайнера са все още неизвестните Пиер Карден и Ив Сен Лоран, който по-късно оглавява и самата компания Dior.

## Смърт
Диор умира по време на почивка в Монтекатини Терме, Италия на 23 октомври 1957 година. Според някои той умира от сърдечен удар, причинен от задавяне с рибена кост.
Според списание Time дизайнерът умира от сърдечен удар след игра на карти. В парижкото висше общество се носел слух, че Диор е починал след изключително изтощителен сексуален акт. Подобна теза споделя и неговият близък приятел и предполагаем негов любовник Алексис фон Розенберг, Барон де Ред в мемоарите си, издадени почти половин век след смъртта на дизайнера. Други предполагат, че причината за смъртта на Диор е инсулт, но и до днес не е ясна истинската причина за внезапната му кончина.

## Присъствието му в поп културата
- Романът на американския писател Пол Галико от 1958 г. „Мисис 'Арис отива в Париж“ разказва за домакиня, която се увлича по шивачеството и решава да отиде в Париж, за да се представи на Диор.
- Британската детрок/готик група Christian Death е кръстена в чест на Диор.
- В мюзикъла „Евита“, в песента „Rainbow High“ се пее „I came from the people, they need to adore me. So Christian Dior me from my head to my toes“ („Дойдох от народа, той има нужда да ме обожава, затова облечете ме в Диор от глава до пети“).
- През 2006 година изпълнителят Мориси издава песен, озаглавена „Christian Dior“. Песента използва живота на дизайнера като сравнение с този на певеца, за да изрази идеята, че и двамата са пропуснали ценни неща от живота, тъй като като са се отдали изцяло на усъвършенстването само на едно: Диор – на модата, а Мориси – на музиката.
- Във видеото към клипа на Лейди Гага „Paparazzi“ певицата носи четири пръстена на дясната си ръка, които образуват надпис Dior.
- През 2010 година Кристина Агилера записва песента „Woohoo“, в която се пее: „Keep me and Chrissy in Christian Dior“.
- В песента си „Stronger“ Кание Уест рапира: „Awesome, the Christian in Christian Dior/ Damn they don't make 'em like this anymore“. Той прави също и песен, наречена „Christian Dior Denim Flow“ и отнасяща се за дизайнера.